# 西方町元
西方町元（にしかたまちもと）は、栃木県栃木市の大字。郵便番号は322-0604。
　

## 地理
栃木市の北部、西方地域の中央部に位置している。東は西方町金崎、南は西方町金井・西方町本郷・都賀町富張、西は都賀町大柿・西方町真名子、北は西方町本城とそれぞれ接している。

## 歴史
- 1889年4月1日 - 町村制が施行され、上都賀郡の金崎村、金井村、本城村、元村、下本郷村が合併し西方村が成立、西方村元となる。
- 1955年4月27日 - 西方村が上都賀郡真名子村と合併し、新・西方村が成立。
- 1994年10月1日 - 西方村が町制施行し西方町となり、西方町元となる。
- 2011年（平成23年）10月1日 - 西方町が栃木市と合併し新・栃木市が成立。同時に地域自治区「西方町」が設置され、栃木市西方町元となる。

## 世帯数と人口
2017年（平成29年）8月31日現在の世帯数と人口は以下の通りである。
| 大字     | 世帯数  | 人口  |
| -------- | ------- | ----- |
| 西方町元 | 292世帯 | 833人 |

## 施設
- 栃木市立西方小学校
- 栃木市立西方中学校
- 栃木市西方学校給食センター
- 道の駅にしかた
- 栃木市西方地区婦人の家

## 道路
東北自動車道が通るが、インターチェンジはない。地区内に都賀西方パーキングエリア（青森IC方面のみ）がある。
- 国道293号
- 栃木県道3号宇都宮亀和田栃木線
- 栃木県道177号上久我栃木線